# 탄산염
탄산염(炭酸塩, carbonate)은 탄산염 이온 CO32−이 존재하는 탄산(H
2CO
3)의 염이다. 탄산의 수소 원자가 금속 원자와 바뀌면서 이루어진 화합물을 가리킨다. 이를테면 탄산 칼륨, 탄산 칼슘, 탄산 나트륨 등이 이에 속한다.

## 화학적 특성
- 2 M+ + CO32− → M2CO3
- M2+ + CO32− → MCO3
- 2 M3+ + 3 CO32− → M2(CO3)3

## 생물학적 변화
- H2CO3(aq)  H+(aq) + HCO3−(aq)
- H2CO3(aq)  CO2(aq) + H2O(l)
- CO2(aq)  CO2(g)

## 같이 보기
- 오쏘탄산
- 옥살산염
- 과탄산소다
- 탄산
- 탄산수소염